# Напірний гідравлічний транспорт
Гідравлічний транспорт напірний (рос.гидравлический транспорт напорный, англ. pressurized hydrotransport, нім. hydraulische Förderung f, Spülförderung f) — переміщення флюїдів або гідросумішей по трубам при цілком заповненому перерізі за допомогою насосів або під впливом природного напору.
Напірний гідравлічний транспорт здійснюється по гідротранспортних системах.
Протилежне: Самопливний гідравлічний транспорт